# Nuevo Sonido con Los Pekenikes
Nuevo Sonido con Los Pekenikes es el 5º EP de Los Pekenikes y fue publicado en 1963, con nuevo cantante y baterista. A Junior le sustituye el más meloso Juan Pardo y a José Nieto le sustituye Pablo Argote. Por primera vez interpretan un tema de The Beatles que están en esos momentos de plena actualidad en Gran Bretaña y convirtiéndose en el primer grupo español en versionear a estos. El sonido de este disco en general tiende a ser más melódico y aguado que los anteriores, detalle que es subrayado por la voz más suave y melódica de Juan Pardo, con respecto a anteriores cantantes. Predominan las canciones estilo Brill Building, como el tema que Bacharach hizo para Richard Anthony.
En 2011 se compila este y todos los demás discos EP en sendos CD, estando este título en el llamado Los EP's originales remasterizados Vol. 1 (1961-1963)

## Lista de canciones
| Cara 1 |                                                         |          |  |
| N.º    | Título                                                  | Duración |  |
| 1.     | «Da Doo Ron Ron» (j. Barry, E. Greenwich y Ph. Spector) | 2:07     |  |
| 2.     | «La Bamba» ((Tradicional))                              | 2:47     |  |

| Cara 2 |                                                                                                  |          |  |
| N.º    | Título                                                                                           | Duración |  |
| 1.     | «ella te quiere (vers. She loves you)» (J. Lennon, P. McCartney Letra en español: Guiu)          | 2:26     |  |
| 2.     | «Al fin lloré (vers. español de Too late to worry)» ((Bacharach-Davis) Letra en español: slavet) | 2:19     |  |

## Miembros
- Alfonso Sainz - Saxo Tenor
- Lucas Sainz - Guitarra líder
- Ignacio Martín Sequeros - Bajo eléctrico
- Pablo Argote - Batería
- Tony Luz - Guitarra rítmica
- Juan Pardo - Cantante